# Isotopes du palladium
Le palladium (Pd, numéro atomique 46) possède 38 isotopes connus, de nombre de masse variant entre 91 et 128, et 16 isomères nucléaires. Parmi ces isotopes, six sont stables, 102Pd, 104Pd, 105Pd, 106Pd, 108Pd et 110Pd. Ils constituent l'ensemble du palladium naturel, dans des proportions variant de 1 à 27 %. On attribue au palladium une masse atomique standard de 106,42(1) u.
Parmi les 32 radioisotopes connus du palladium, les plus stables sont 107Pd, avec une demi-vie de 6,5 millions d'années, 103Pd (17 jours), et 100Pd (3,63 jours. Tous les autres radioisotopes caractérisés ont une demi-vie inférieure à une demi-heure, à l'exception de 101Pd (8,47 heures), 109Pd (13,7 heures), et 112Pd (21 heures).
Les radioisotopes plus légers que les isotopes stables (A < 102) se désintègrent principalement par émission de positron (β+) en isotopes du rhodium, à l'exception de 100Pd, qui, comme 103Pd, se désintègre par capture électronique, tous deux en isotopes du rhodium également. Les radioisotopes plus lourds (A ≥ 107) se désintègrent eux principalement par désintégration β− en isotopes de l'argent.

## Isotopes notables

### Palladium naturel
Six isotopes du palladium sont stables et constituent l'ensemble du palladium naturel, 102Pd, 104Pd, 105Pd, 106Pd, 108Pd et 110Pd. Parmi eux, 102Pd et 110Pd sont soupçonnés de se désintégrer très lentement par double radiation β, cependant ces désintégrations n'ont pour l'instant jamais été observées.
| Isotope | Abondance (pourcentage molaire) |
| ------- | ------------------------------- |
| 102Pd   | 1,02 (1) %                      |
| 104Pd   | 11,14 (8) %                     |
| 105Pd   | 22,33 (8) %                     |
| 106Pd   | 27,33 (3) %                     |
| 108Pd   | 26,46 (9) %                     |
| 110Pd   | 11,72 (9) %                     |

### Palladium 103
Le palladium 103 (103Pd) est l'isotope du palladium dont le noyau est constitué de 46 protons et de 57 neutrons. C'est un radioisotope se désintégrant par capture électronique en rhodium 103, avec une demi-vie de 17 jours. Dans la réaction, il émet un rayon gamma de 21 keV. Le palladium 103 est notamment utilisé en radiothérapie dans les cas de cancer de la prostate ou de mélanome de la choroïde. Il peut être produit à partir du palladium 102 ou du rhodium 103 en utilisant un cyclotron.

### Palladium 107
Le palladium 107 (107Pd) est l'isotope du palladium dont le noyau est constitué de 46 protons et de 61 neutrons. C'est un radioisotope se désintégrant par désintégration β− pure (pas d'émission gamma) en argent 107. Le palladium 107 n'existe pas dans les échantillons naturels mais il était présent lors de la formation du Système solaire (radioactivité éteinte).
Le palladium 107 est produit en grande quantité dans les réacteurs nucléaires, comme produit des réactions de fission (avec un rendement de 0,14 %), ce qui en fait l'un des plus importants métaux de transition au sein des produits de fission trouvés dans les combustibles usagés et certains déchets radioactifs. Le taux de 107Pd d'un combustible irradié de référence est de 200 g·t-1 , mais sa concentration dans l'environnement ne semble jamais avoir été mesurée (ou non publiée).
Selon l'IRSN, « le palladium 107 n'a jamais pas étudié du point de vue de la radioécologie » (les données radioécologiques parfois citées pour le palladium 107 « ne proviennent pas d'expérimentations mais d'analogies avec d'autres radionucléides »). Il n'y a pas de données spécifiques sur le « comportement du palladium 107 dans les écosystèmes continentaux », mais quelques indices toxicologiques peuvent être apportés par des travaux ayant porté sur le palladium stable des pots catalytiques automobiles qui montrent notamment que le palladium est le plus mobile parmi les platinoïdes.
Le palladium 107 est l'un des 7 produits de fission à vie longue, avec la seconde plus grande demi-vie (6,5 millions d'années), mais est le moins radioactif (énergie de désintégration de 33 keV, activité spécifique de 5 × 10−4 Ci/g).
Son rendement par neutrons thermiques à partir de l'uranium 235 est de 0,1629 % par fission, soit un quart de celui de l'iode 129, ou un 1/40e de ceux du technétium 99, du zirconium 93, et de césium 135.  Son rendement à partir de l'uranium 233 est significativement plus bas, en revanche il est largement plus grand (3,3 %) à partir du plutonium 239. Les rendements sont aussi plus importants dans les réacteurs à neutrons rapides, ou par fission d'éléments plus lourds.
Du fait de la dilution, et du fait que la section efficace du 105Pd est onze fois plus importante, le 107Pd ne peut pas être traité par transmutation nucléaire. Cependant, comme c'est un métal noble, le palladium est moins mobile dans l'environnement que l'iode ou le technétium.
L'isotope radiogénique 107Ag est le produit de désintégration de 107Pd. Il a été découvert pour la première fois dans la météorite de Santa Clara en 1978.
Cette découverte a permis de poser l'hypothèse que la coalescence et la différenciation des petites planètes à noyau de fer se sont déroulées 10 millions d'années après la période de nucléosynthèse.

## Table des isotopes
| Symbole de l'isotope | Z (p)                | N (n)                | Masse isotopique (u) | Demi-vie               | Mode(s) de désintégration, | Isotope(s)-fils | Spin nucléaire |
| Symbole de l'isotope | Énergie d'excitation | Énergie d'excitation | Énergie d'excitation | Demi-vie               | Mode(s) de désintégration, | Isotope(s)-fils | Spin nucléaire |
| -------------------- | -------------------- | -------------------- | -------------------- | ---------------------- | -------------------------- | --------------- | -------------- |
| 91Pd                 | 46                   | 45                   | 90,94911(61)#        | 10# ms [>1,5 µs]       | β+                         | 91Rh            | 7/2+#          |
| 92Pd                 | 46                   | 46                   | 91,94042(54)#        | 1,1(3) s [0,7(+4-2) s] | β+                         | 92Rh            | 0+             |
| 93Pd                 | 46                   | 47                   | 92,93591(43)#        | 1,07(12) s             | β+                         | 93Rh            | (9/2+)         |
| 93mPd                | 0+X keV              | 0+X keV              | 0+X keV              | 9,3(+25-17) s          |                            |                 |                |
| 94Pd                 | 46                   | 48                   | 93,92877(43)#        | 9,0(5) s               | β+                         | 94Rh            | 0+             |
| 94mPd                | 4884,4(5) keV        | 4884,4(5) keV        | 4884,4(5) keV        | 530(10) ns             |                            |                 | (14+)          |
| 95Pd                 | 46                   | 49                   | 94,92469(43)#        | 10# s                  | β+                         | 95Rh            | 9/2+#          |
| 95mPd                | 1860(500)# keV       | 1860(500)# keV       | 1860(500)# keV       | 13,3(3) s              | β+ (94,1 %)                | 95Rh            | (21/2+)        |
| 95mPd                | 1860(500)# keV       | 1860(500)# keV       | 1860(500)# keV       | 13,3(3) s              | TI (5 %)                   | 95Pd            | (21/2+)        |
| 95mPd                | 1860(500)# keV       | 1860(500)# keV       | 1860(500)# keV       | 13,3(3) s              | β+, p (0,9 %)              | 94Ru            | (21/2+)        |
| 96Pd                 | 46                   | 50                   | 95,91816(16)         | 122(2) s               | β+                         | 96Rh            | 0+             |
| 96mPd                | 2530,8(1) keV        | 2530,8(1) keV        | 2530,8(1) keV        | 1,81(1) µs             |                            |                 | 8+             |
| 97Pd                 | 46                   | 51                   | 96,91648(32)         | 3,10(9) min            | β+                         | 97Rh            | 5/2+#          |
| 98Pd                 | 46                   | 52                   | 97,912721(23)        | 17,7(3) min            | β+                         | 98Rh            | 0+             |
| 99Pd                 | 46                   | 53                   | 98,911768(16)        | 21,4(2) min            | β+                         | 99Rh            | (5/2)+         |
| 100Pd                | 46                   | 54                   | 99,908506(12)        | 3,63(9) j              | CE                         | 100Rh           | 0+             |
| 101Pd                | 46                   | 55                   | 100,908289(19)       | 8,47(6) h              | β+                         | 101Rh           | 5/2+           |
| 102Pd                | 46                   | 56                   | 101,905609(3)        | Observé stable         | Observé stable             | Observé stable  | 0+             |
| 103Pd                | 46                   | 57                   | 102,906087(3)        | 16,991(19) j           | CE                         | 103Rh           | 5/2+           |
| 103mPd               | 784,79(10) keV       | 784,79(10) keV       | 784,79(10) keV       | 25(2) ns               |                            |                 | 11/2-          |
| 104Pd                | 46                   | 58                   | 103,904036(4)        | Stable                 | Stable                     | Stable          | 0+             |
| 105Pd                | 46                   | 59                   | 104,905085(4)        | Stable                 | Stable                     | Stable          | 5/2+           |
| 106Pd                | 46                   | 60                   | 105,903486(4)        | Stable                 | Stable                     | Stable          | 0+             |
| 107Pd                | 46                   | 61                   | 106,905133(4)        | 6,5(3)×106 a           | β−                         | 107Ag           | 5/2+           |
| 107m1Pd              | 115,74(12) keV       | 115,74(12) keV       | 115,74(12) keV       | 0,85(10) µs            |                            |                 | 1/2+           |
| 107m2Pd              | 214,6(3) keV         | 214,6(3) keV         | 214,6(3) keV         | 21,3(5) s              | TI                         | 107Pd           | 11/2-          |
| 108Pd                | 46                   | 62                   | 107,903892(4)        | Stable                 | Stable                     | Stable          | 0+             |
| 109Pd                | 46                   | 63                   | 108,905950(4)        | 13,7012(24) h          | β−                         | 109mAg          | 5/2+           |
| 109m1Pd              | 113,400(10) keV      | 113,400(10) keV      | 113,400(10) keV      | 380(50) ns             |                            |                 | 1/2+           |
| 109m2Pd              | 188,990(10) keV      | 188,990(10) keV      | 188,990(10) keV      | 4,696(3) min           | TI                         | 109Pd           | 11/2-          |
| 110Pd                | 46                   | 64                   | 109,905153(12)       | Observé stable         | Observé stable             | Observé stable  | 0+             |
| 111Pd                | 46                   | 65                   | 110,907671(12)       | 23,4(2) min            | β−                         | 111mAg          | 5/2+           |
| 111mPd               | 172,18(8) keV        | 172,18(8) keV        | 172,18(8) keV        | 5,5(1) h               | TI                         | 111Pd           | 11/2-          |
| 111mPd               | 172,18(8) keV        | 172,18(8) keV        | 172,18(8) keV        | 5,5(1) h               | β−                         | 111mAg          | 11/2-          |
| 112Pd                | 46                   | 66                   | 111,907314(19)       | 21,03(5) h             | β−                         | 112Ag           | 0+             |
| 113Pd                | 46                   | 67                   | 112,91015(4)         | 93(5) s                | β−                         | 113mAg          | (5/2+)         |
| 113mPd               | 81,1(3) keV          | 81,1(3) keV          | 81,1(3) keV          | 0,3(1) s               | TI                         | 113Pd           | (9/2-)         |
| 114Pd                | 46                   | 68                   | 113,910363(25)       | 2,42(6) min            | β−                         | 114Ag           | 0+             |
| 115Pd                | 46                   | 69                   | 114,91368(7)         | 25(2) s                | β−                         | 115mAg          | (5/2+)#        |
| 115mPd               | 89,18(25) keV        | 89,18(25) keV        | 89,18(25) keV        | 50(3) s                | β− (92 %)                  | 115Ag           | (11/2-)#       |
| 115mPd               | 89,18(25) keV        | 89,18(25) keV        | 89,18(25) keV        | 50(3) s                | TI (8 %)                   | 115Pd           | (11/2-)#       |
| 116Pd                | 46                   | 70                   | 115,91416(6)         | 11,8(4) s              | β−                         | 116Ag           | 0+             |
| 117Pd                | 46                   | 71                   | 116,91784(6)         | 4,3(3) s               | β−                         | 117mAg          | (5/2+)         |
| 117mPd               | 203,2(3) keV         | 203,2(3) keV         | 203,2(3) keV         | 19,1(7) ms             | TI                         | 117Pd           | (11/2-)#       |
| 118Pd                | 46                   | 72                   | 117,91898(23)        | 1,9(1) s               | β−                         | 118Ag           | 0+             |
| 119Pd                | 46                   | 73                   | 118,92311(32)#       | 0,92(13) s             | β−                         | 119Ag           |                |
| 120Pd                | 46                   | 74                   | 119,92469(13)        | 0,5(1) s               | β−                         | 120Ag           | 0+             |
| 121Pd                | 46                   | 75                   | 120,92887(54)#       | 400# ms [>300 ns]      | β−                         | 121Ag           |                |
| 122Pd                | 46                   | 76                   | 121,93055(43)#       | 300# ms [>300 ns]      | β−                         | 122Ag           | 0+             |
| 123Pd                | 46                   | 77                   | 122,93493(64)#       | 200# ms [>300 ns]      | β−                         | 123Ag           |                |
| 124Pd                | 46                   | 78                   | 123,93688(54)#       | 100# ms [>300 ns]      |                            |                 | 0+             |
| 125Pd                | 46                   | 79                   |                      |                        |                            |                 |                |
| 126Pd,               | 46                   | 80                   |                      |                        |                            |                 | 0+             |
| 126m1Pd              | 2023 keV             | 2023 keV             | 2023 keV             | 330 ns                 | TI                         | 126Pd           | 5-             |
| 126m2Pd              | 2110 keV             | 2110 keV             | 2110 keV             | 440 ns                 | TI                         | 126m1Pd         | 7-             |
| 128Pd,               | 46                   | 82                   |                      |                        |                            |                 | 0+             |
| 128mPd               | 2151 keV             | 2151 keV             | 2151 keV             | 5,8 µs                 | TI                         | 128Pd           | 8+             |

1. ↑  En gras pour les isotopes avec des demi-vies plus grandes que l'âge de l'univers (presque stables).
2. ↑  Abréviations :
CE : capture électronique ;
TI : transition isomérique.
3. ↑  Isotopes stables en gras.
4. ↑  Soupçonné de se désintégrer par β+β+ en 102Ru.
5. ↑  Utilisé en médecine.
6. 1 2 3 4  Théoriquement capable de fission spontanée.
7. 1 2 3 4 5  Produit de fission.
8. ↑  Produit de fission à vie longue.
9. ↑  Soupçonné de se désintégrer par β−β− en 110Cd avec une demi-vie supérieure à 6 × 1017 années.

### Remarques
- La précision de l'abondance isotopique et de la masse atomique est limitée par des variations. Les échelles de variations données devraient être valables pour tout matériau terrestre normal.
- Il existe des échantillons géologiques exceptionnels dont la composition isotopique est en dehors de l'échelle donnée. L'incertitude sur la masse atomique de tels échantillons peut excéder les valeurs données.
- Les valeurs marquées # ne sont pas purement dérivées des données expérimentales, mais aussi au moins en partie à partir des tendances systématiques. Les spins avec des arguments d'affectation faibles sont entre parenthèses.
- Les incertitudes sont données de façon concise entre parenthèses après la décimale correspondante. Les valeurs d'incertitude dénotent un écart-type, à l'exception de la composition isotopique et de la masse atomique standard de l'IUPAC qui utilisent des incertitudes élargies[8].